# Topliceni
Topliceni é uma comuna romena localizada no distrito de Buzău, na região de Muntênia. A comuna possui uma área de 67.27 km² e sua população era de 4439 habitantes segundo o censo de 2007.